# William Collum
William "Willie" Collum (født 18. januar 1979) er en skotsk fodbolddommer fra Glasgow. Han har dømt internationalt under det internationale fodboldforbund FIFA siden 2006, hvor han er indrangeret som Premier Development Category-dommer, der er det næsthøjeste niveau for internationale dommere, hvor han er udset til at rykke op som elite dommer inden for den nærmeste fremtid.